# Jewgenija Alexejewna Lamonowa
Jewgenija Alexejewna Lamonowa (russisch Евгения Алексеевна Ламонова; * 9. August 1983 in Kurtschatow, Russische SFSR) ist eine ehemalige russische Florettfechterin.

## Erfolge
Jewgenija Lamonowa erzielte die meisten ihrer Erfolge auf internationaler Ebene im Mannschaftswettbewerb. Im Einzel wurde sie 2007 in Gent Europameisterin und gewann darüber hinaus eine Silber- und eine Bronzemedaille bei Europameisterschaften. Mit der Mannschaft gewann sie drei Silber- und zwei Bronzemedaille. Sie wurde 2003 in Havanna und 2011 in Catania mit der Mannschaft Weltmeisterin, 2007 wurde sie in St. Petersburg Zweite. 2008 gehörte sie zur russischen Delegation bei den Olympischen Spielen in Peking. Im Einzel schied sie im Viertelfinale gegen Margherita Granbassi mit 7:12 aus, während sie im Mannschaftswettbewerb mit der russischen Equipe nacheinander Ägypten, Italien und schließlich im Finale die Vereinigten Staaten mit 28:11 besiegte. Gemeinsam mit Swetlana Boiko, Wiktorija Nikischina und Aida Schanajewa wurde sie damit Olympiasiegerin.